# Paolo Matthiae
Paolo Matthiae, né le 9 janvier 1940 à Rome, est un archéologue, historien de l'art, écrivain et orientaliste italien, découvreur de l’antique ville d’Ebla en 1963.

## Biographie
Paolo Matthiae a poursuivi une carrière universitaire en étant professeur d'archéologie et d'histoire de l'art du Proche-Orient à l'université La Sapienza de Rome. Il est également depuis 1963 directeur de la mission archéologique d'Ebla dont il est le découvreur cette année-là. Il a codirigé les fouilles de Tell Afis et de Tell Fray dans la vallée de l'Euphrate. Le professeur Matthiae a publié quantité d'articles et de livres relatifs à Ebla, ainsi qu'à l'histoire de l'art de la Mésopotamie et de la Syrie en général. À partir de son expérience sur le terrain, il a entrepris une révision critique du rôle historique de la Syrie dans le cadre de la civilisation proche-orientale.
Le professeur Matthiae est membre de plusieurs sociétés savantes, ainsi que de l'Académie des Lyncéens, de la fondation Balzan, de l'Académie des inscriptions et belles-lettres, de l'Institut archéologique allemand, etc. Il est docteur honoris causa de l'université autonome de Madrid.

## Quelques œuvres

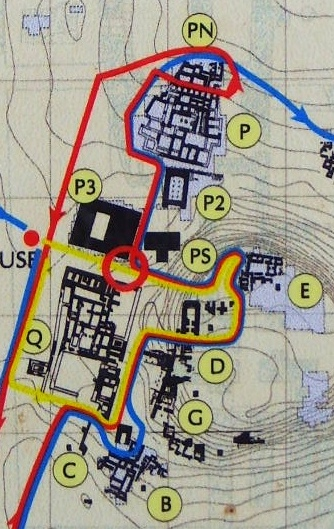
Plan d'Ebla: ville basse et acropole

- Ebla. Un impero ritrovato, Einaudi, 1977,  (ISBN 88-06-09936-1) (traduit en plusieurs langues)
- I tesori di Ebla, Laterza, 1984 (1re éd.),  (ISBN 88-420-2508-9)
- I tesori di Ebla, Laterza, 1985 (2e éd.),  (ISBN 88-420-2508-9)
- Scoperte di archeologia orientale, Laterza, 1986,  (ISBN 88-420-2693-X)
- Ebla, in Storia Dossier no 23, novembre 1988, Giunti,  (ISBN 88-09-76084-0)
- Ebla. Un impero ritrovato, Einaudi, 1989 (2e éd.),  (ISBN 88-06-11489-1)
- Il sovrano e l'opera. Arte e potere nella Mesopotamia antica, Laterza, 1994,  (ISBN 88-420-4537-3)
- Ebla : La città rivelata, Trieste, Electa/Gallimard, coll. « Universale Electa/Gallimard / Storia e civiltà » (no 56), 1995, 192 p. (ISBN 978-88-445-0050-4, lire en ligne)
- Aux origines de la Syrie : Ebla retrouvée  (trad. de l'italien), Paris, Éditions Gallimard, coll. « Découvertes Gallimard / Archéologie » (no 276), 1996, 160 p. (ISBN 2-07-053350-6, lire en ligne)
- Ebla. Alle origini della civiltà urbana. Trent'anni di scavi in Siria dell'Università di Roma «La Sapienza», Electa Mondadori, 1995,  (ISBN 88-435-5092-6)
- Ebla. Un impero ritrovato, Einaudi, 1995 (3e éd.),  (ISBN 88-06-13827-8)
- Storia dell'arte dell'Oriente Antico IV. « I grandi imperi », Electa Mondadori, 1996,  (ISBN 88-435-5347-X)
- L'arte degli Assiri, Laterza, 1996,  (ISBN 88-420-4747-3)
- Storia dell'arte dell'Oriente Antico III. « I primi imperi e i principati del Ferro », Electa Mondadori, 1997,  (ISBN 88-435-5349-6)
- Ninive. Capitale degli Assiri, Electa Mondadori, 1998,  (ISBN 88-435-6208-8)
- Storia dell'arte dell'Oriente Antico « II. Gli stati territoriali », Electa Mondadori, 2000,  (ISBN 88-435-5348-8)
- Il colore e gli dei. La pittura nell'antica Mesopotamia, Jouvence, 2001,  (ISBN 88-7801-247-5)
- Ninive, Electa Mondadori, 2002,  (ISBN 88-435-9980-1)
- Prima lezione di Archeologia Orientale, Laterza, 2006,  (ISBN 88-420-7382-2)
- Gli Archivi Reali di Ebla. La scoperta, i testi, il significato, Mondadori Università - Sapienza Università di Roma, 2008,  (ISBN 978-88-61-84005-8)
- Ebla. La città del Trono. Archeologia e Storia, Einaudi, 2010,  (ISBN 978-88-06-20258-3)
- Dalla terra alla storia. Scoperte leggendarie di archeologia orientale, Ed. Collana Saggi, Turin, 2018,  (ISBN 978-88-0623-221-4)
- I volti del potere. Alle origini del ritratto nell'arte dell'Oriente antico, Ed. Collana Saggi, Turin, 2020,  (ISBN 978-88-062-4611-2)

## Récompenses et distinctions
- Grand-croix de l'ordre du Mérite de la République italienne[2]